# Пропштайкирхе
Пропштайкирхе (нем. Propsteikirche от propstei — пробство и kirche — кирха) — приходской католический храм в районе Лёбенихт города Кёнигсберга (с 1946 года — Калининграда). Основана 22 мая 1614 года. После пожара 1764 года полностью перестроена в 1777 году. Здание кирхи снесено в 1960 годы.

## История
Католическая церковь в Лёбенихте имеет достаточно длительную предысторию. В герцогское время, после секуляризации, в Пруссии не было ни одной католической церкви. Государственная политика была направлена против католицизма и всячески поддерживала лютеранство. Но Пруссия попала в вассальную зависимость от католической Польши, в Кёнигсберге появилась польская диаспора, и под давлением Польши было разрешено построить католическую церковь в Кёнигсберге.
22 мая 1614 года в основание будущей церкви эрмландским епископом был заложен первый камень. 21 декабря 1616 года после окончания строительства церковь была освящена и в ней была прочитана первая проповедь. Церковь не имела башни.
Церковь сгорела практически дотла в 1764 году, но в 1756—1776 годах была полностью отстроена заново по планам инженера Лилиенталя (Joh. Samuel Lilienthal). Новое здание было освящено во имя Иоанна Крестителя 27 апреля 1777 года. Эта церковь стала одним из красивейших зданий Кёнигсберга.
Во время войны здание было сильно разрушено, а в 1960-е годы окончательно снесено. Сейчас на месте кирхи проложен Московский проспект. Само здание располагалось ориентировочно напротив входа в Калининградскую картинную галерею.

## Галерея

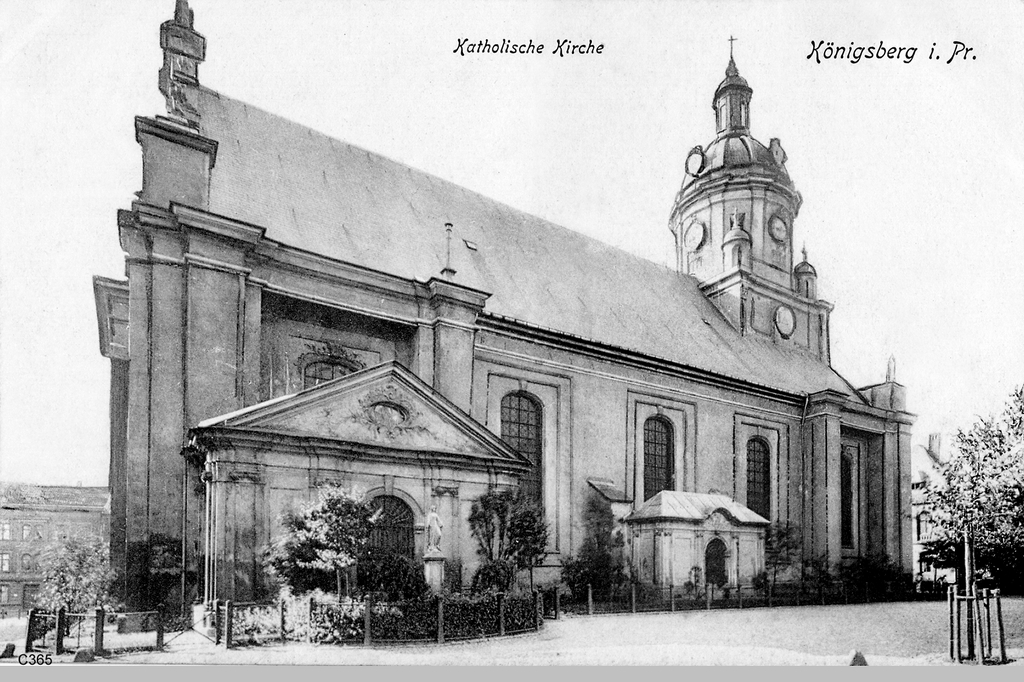
Вид с северо-востока
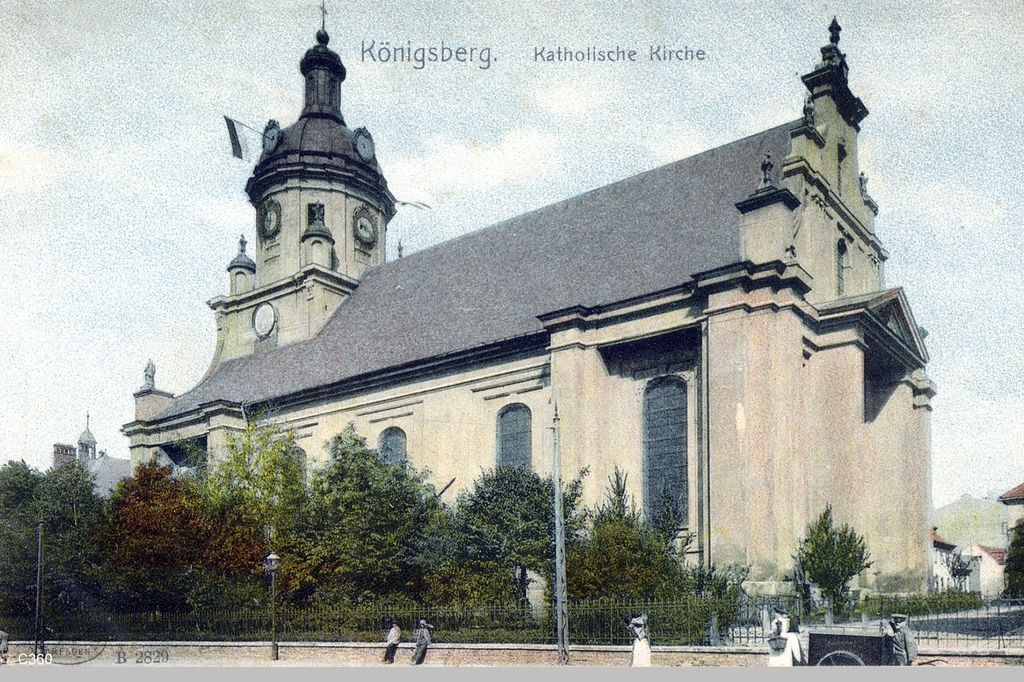
Вид с юго-востока
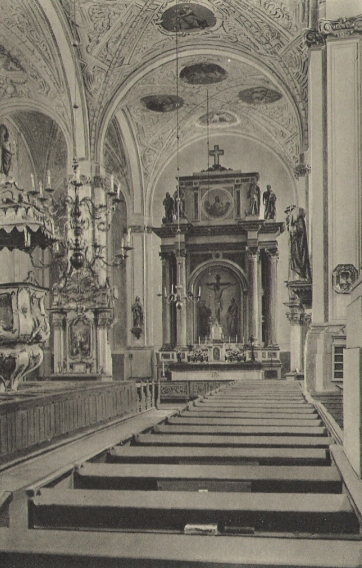
Вид внутри
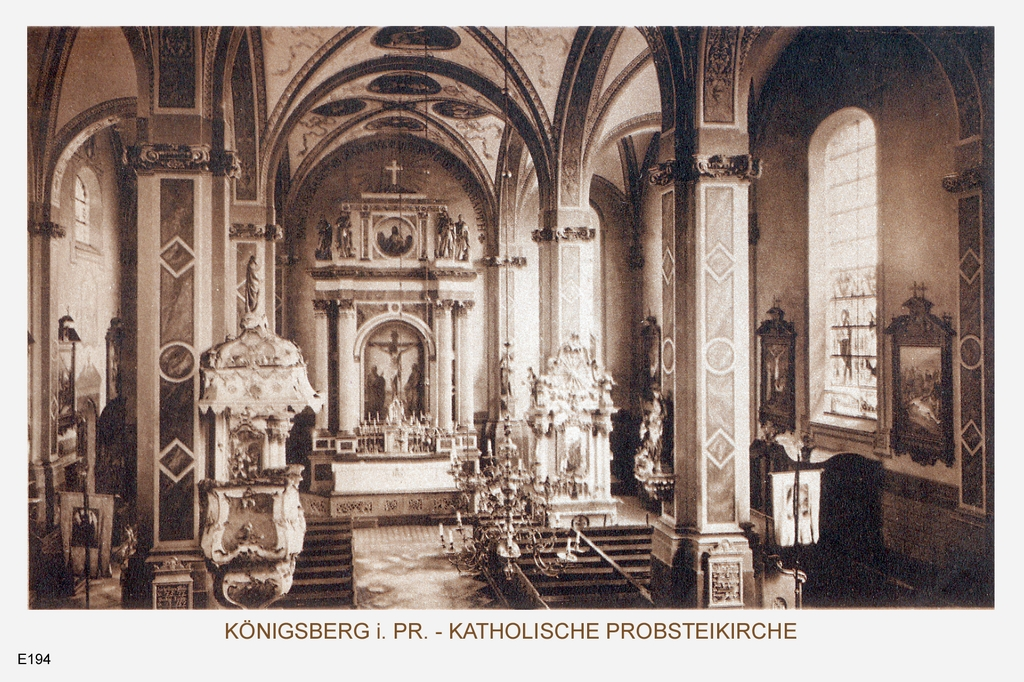
Средний неф кирхи